# Leucothea (geslacht)
Leucothea is een geslacht van ribkwallen uit de klasse van de Tentaculata.

## Soorten
- Leucothea filmersankeyi Gershwin, Zeidler & Davie, 2010
- Leucothea grandiformis Agassiz & Mayer, 1899
- Leucothea harmata
- Leucothea japonica Komai, 1918
- Leucothea multicornis (Quoy & Gaimard, 1824)
- Leucothea ochracea Mayer, 1912
- Leucothea pulchra Matsumoto, 1988